# أباب (أسطورة)
أباب (بالإنجليزية: Apap)‏ في الأساطير الأفريقية هو رب خالق في أوغندا.